# Austrasien

Mitteleuropa im frühen Mittelalter, Austrasien ist in dunkelgrün dargestellt

Austrasien oder auch Austrien (von lateinisch Austrasia oder Auster) bezeichnete den östlichen Teil des Fränkischen Reichs im Gegensatz zu Neustrien, dem Westreich. Es kann als Wiege der Karolinger bezeichnet werden.

## Geschichte
Austrasien (in der Bedeutung „Land im Osten“) war seit dem Tod Chlodwigs I. im Jahr 511 bis zu Pippin dem Jüngeren meist ein selbständiges fränkisches Teilkönigreich zuerst mit der Hauptstadt Reims und später dann Metz. Anfangs wurde dieses Königreich daher auch als Reich von Metz bezeichnet, bis sich ab 584 der Name Austrasien durchsetzte. Das Gebiet umfasste die fränkischen Gebiete um Rhein, Maas und Mosel und neben Metz die Orte Reims, Köln und Trier, dazu die Gebiete der besiegten germanischen Stämme: unter dem ersten Teilkönig Theuderich I. anfangs nur Alemannien, später auch Thüringen und Bayern.
Unter dem austrasischen König Dagobert I. entstand im rheinfränkischen Raum Anfang des 7. Jahrhunderts die Lex Ripuaria (auch Lex Ribuaria), die eine Sammlung lateinischer Gesetzestexte der Rheinfranken umfasst.
Nach der erneuten Reichseinigung unter den Karolingern im 8. Jahrhundert verschwanden die Namen Austrasien und Neustrien aus der Geschichte. Durch die neuen Reichsteilungen unter den Nachkommen Karls des Großen entstanden im 9. Jahrhundert die neuen Teilreiche Ostfrankenreich und Westfrankenreich.

### Könige Austrasiens

#### Eigenständiges Teilreich
- 511 – 533 Theuderich I.
- 533 – 548 Theudebert I.
- 548 – 555 Theudebald

#### Teil des Gesamtreiches
- 555 – 561 Chlothar I.

#### Eigenständiges Teilreich
- 561 – 575 Sigibert I.
- 575 – 596 Childebert II. (ab 592 in Personalunion mit Burgund)
- 596 – 612 Theudebert II.
- 612 – 613 Theuderich II. (in Personalunion mit Burgund)
- 613 – 613 Sigibert II. (in Personalunion mit Burgund)

#### Teil des Gesamtreiches
- 613 – 623 Chlothar II.

#### Eigenständiges Teilreich (bis 639 Unterkönigreich)
- 623 – 634 Dagobert I. (bis 629 Unterkönig, ab 629 König des Gesamtreiches)
- 634 – 656 Sigibert III. (bis 639 Unterkönig)
- 656 – 661 Childebertus adoptivus
- 661 – 662 Chlothar III. (in Personalunion mit Neustrien und Burgund)
- 662 – 675 Childerich II. (ab 675 in Personalunion mit Neustrien und Burgund)
- 675 – 676 Chlodwig von Austrasien, Usurpator
- 676 – 679 Dagobert II.

#### Eigenständiges Teilreich im Gesamtreich
Ab 679 stand im Normalfall nur noch ein König dem gesamten Frankenreich vor. Die Teilreiche blieben jedoch eigenständig und wurden – bis zur Machtübernahme durch Karl Martell 719 – von eigenen Hausmeiern regiert.
- 679 – 691 Theuderich III.
- 691 – 695 Chlodwig III.
- 695 – 711 Childebert III.
- 711 – 715/716 Dagobert III.
- 716 – 720 Chilperich II.
  - 717 – 719 Chlothar IV., durch den Hausmeier Karl Martell zum Gegenkönig in Austrasien erhoben
- 721 – 737 Theuderich IV.
- 737-743 Interregnum
  - 737 – 741 Karl Martell (als Hausmeier des Gesamtreiches)
  - 741 – 743 Karlmann (als Hausmeier Austrasiens)
- 743 – 751 Childerich III.

## Sonstiges
Der am 23. März 1933 entdeckte Asteroid des inneren Hauptgürtels (2236) Austrasia wurde nach Austrasien benannt.
Siehe auch
- Liste der fränkischen Herrscher